# De Vaucleroy
De Vaucleroy is een van oorsprong Frans geslacht waarvan leden sinds 1925 tot de Belgische adel behoren.

## Geschiedenis
De bewezen stamreeks begint met Balthazar de Vauclerois die een boerderij bezat in Vauclerois-en-Brye (bij Montmirail (Marne)) en een huis kocht in 1529, eerste vermelding van dit geslacht. Zijn nazaat Alexandre de Vaucleroy (1802-1883) vestigde zich vanuit Frankrijk in België. Diens achterkleinzoon dr. Jean de Vaucleroy (1876-1945) werd in 1925 ingelijfd in de erfelijke Belgische adel met de titel van jonkheer, op basis van Franse adelsbevestiging uit 1688. Diens kleinzoon, jhr. dr. Gui de Vaucleroy (1933), verkreeg in 2003 de persoonlijke titel van baron.
Anno 2013 waren er nog vijftien mannelijke afstammelingen in leven, de jongste geboren in 2006.

### Wapenbeschrijving
- 1925: In zilver, een molenijzer van sabel. Het schild getopt met eenen helm van zilver, getralied, gehalsband en omboord van goud, gevoerd en vastgehecht van keel, met wrong en dekkleeden van zilver en sabel. Helmteeken: het molenijzer van het schild, uitkomende. Wapenspreuk: 'Je meurs où je m'attache' van sabel, op eenen spreukband van zilver.

## Enkele telgen
Dr. Alfred de Vaucleroy (1844-1922), medicus en hoogleraar aan de Brusselse militaire school
- Jhr. dr. Jean de Vaucleroy (1876-1945), medicus, in 1925 ingelijfd in de erfelijke Belgische adel
  - Jhr. Georges de Vaucleroy (1903-1968)
    - Jhr. Philippe de Vaucleroy (1928-1984), kapitein-luchtvaartcommandant
      - Jhr. Baudoin de Vaucleroy (1957), chef de famille
        - Jhr. Guillaume de Vaucleroy (1984), vermoedelijke opvolger als chef de famille

    - Dr. Gui baron de Vaucleroy (1933), afgevaardigd bestuurder en voorzitter van Delhaize en voorzitter van het Verbond van Belgische Ondernemingen
      - Jhr. Jacques de Vaucleroy (1961), bekleedde managementfuncties bij ING en AXA en vicevoorzitter van Ahold Delhaize

#### Adellijke allianties
- De Cooman d'Herlinckhove (1927), Van den Bosch (1983), Jolly (1986), Biebuyck (1989), De Winiwarter (1989), Ryelandt (1991)